# Zemský okres Marburg-Biedenkopf
Zemský okres Marburg-Biedenkopf (německy Landkreis Marburg-Biedenkopf) je zemský okres v německé spolkové zemi Hesensko, ve vládním obvodu Gießen. Sídlem správy zemského okresu je město Marburg. Má přibližně 247 tisíc obyvatel. 

## Města a obce
| Města: 1. Amöneburg 2. Biedenkopf 3. Gladenbach 4. Kirchhain 5. Marburg 6. Neustadt 7. Rauschenberg 8. Stadtallendorf 9. Wetter | Obce: 1. Angelburg 2. Bad Endbach 3. Breidenbach 4. Cölbe 5. Dautphetal 6. Ebsdorfergrund 7. Fronhausen 8. Lahntal 9. Lohra 10. Münchhausen 11. Steffenberg 12. Weimar (Lahn) 13. Wohratal |